# مالكوم بويد
مالكوم بويد (بالإنجليزية: Malcolm Boyd)‏ هو كاهن أنجليكاني ومؤلف أمريكي، ولد في 8 يونيو 1923 في بوفالو في الولايات المتحدة، وتوفي في 27 فبراير 2015 في لوس أنجلوس في الولايات المتحدة بسبب ذات الرئة.

## وصلات خارجية
- مالكوم بويد على موقع إن إن دي بي (الإنجليزية)